# 伊犁州平原林场
伊犁州平原林场，是中华人民共和国新疆维吾尔自治区伊犁哈萨克自治州察布查尔锡伯自治县下辖的一个类似乡级单位。

## 行政区划
伊犁州平原林场下辖以下地区：
机关虚拟社区。